# Maúban
Maúban es un municipio filipino de primera clase, perteneciente a la provincia de Quezon, en la región de Calabarzon.

## Toponimia
El lugar puede aparecer referido como «Maúban» y «Mauban».

## Historia
El pueblo se habría fundado en el último cuarto del siglo XVI. Hacia mediados del XIX, cuando ya formaba parte de la provincia de Tayabas, tenía contabilizada una población de 8944 habitantes. Aparece descrito en el Estado geográfico, topográfico, estadístico, histórico-religioso, de la santa y apostólica provincia de S. Gregorio Magno (1865) de Félix de Huerta con las siguientes palabras:

MAUBAN. Por los años de 1583 y siguientes comenzó á formalizarse este pueblo, segun los registros que obran en nuestros archivos, mas no consta la época en que tuvo ministro fijo, y solo en la tabla capitular del año de 1600 hallamos por ministro de este pueblo al R. P. Fr. Fernando de Moraga. Por una constante tradicion se sabe, que este pueblo estuvo fijado antiguamente en un sitio llamado Pinagbayanan, distante como una legua de donde hoy se halla. Despues lo trasladaron al sitio denominado Balaybalay, á dos leguas de Pinagbayanan, en direccion al O. Desde Balaybalay fué trasladado al monte titulado Soledad, que dista del mar como media leguay, y últimamente lo trasladaron al sitio que hoy ocupa, el año de 1647, hallándose de ministro el R. P. Fr. Diego de Rivera, y desde cuya época se conserva una memoria de todos los PP. Curas y gobernadorcillos que ha tenido hasta la presente. Se halla situado en los 14° 12' 30" latitud, en un llano circundado del monte Soledad, en forma de herradura, sobre la costa E. de la isla, en la embocadura de la bahía de Lamon, frente á la isla de Alabat y al S. de una punta de tierra denominada Malazar. Confina por N. con el pueblo de Binangonan de Lampon, perteneciente al distrito de Infanta y distante unas quince leguas; por E. con la isla de Alabat á cuatro horas de navegacion al remo; por SE. con el pueblo de Atimonan á ocho leguas; por SSO. con el de Tayabas, á la misma distancia que el anterior; por OSO. con el de Lucban, como á cinco leguas y por ONO. con el de Cavinti, perteneciente á la provincia de la Laguna y distante unas diez leguas. Disfruta de un clima templado y aun fresco, en los meses de Noviembre hasta Mayo, que soplan los vientos del N. y E. con bastante fuerza. En lo restante del año que reinan los vientos del O., se halla un poco resguardado por el monte Soledad, pero siempre conserva una temperatura agradable y sana. Se surten de aguas de un manantial procedente del referido monte Soledad, las que son conducidas por medio de un encañado á una especie de fuente que existe á la orilla del pueblo, y son de escelente calidad. Tiene un camino de herradura en direccion al pueblo de Atimonan, sumamente penoso por tener que vadear cinco rios y salvar tres montes, en los cuales es preciso caminar pié á tierra. Hay otro que dirige á Lucban, pésimo en toda la estension de la palabra, siendo forzoso vadear un rio diez y ocho veces, pero felizmente el año de 1851 se comenzó una hermosa calzada, en la que ya se han construido diez y ocho alcantarillas y cinco puentes de mampostería, con mas un puente de madera de quinientos diez piés de largo por diez y ocho de ancho. Para comunicarse con los pueblos de Tayabas, Cavinti y Binangonan hay tres malas sendas, aunque el último se puede ir por agua. El correo se recibe de la cabecera en dias indeterminados.
(Huerta, 1865, pp. 236-237)

En 2020, tenía censados 71 081 habitantes.